# Wout Hoeboer
Wout Hoeboer (Rotterdam, 14 februari 1910 — Sint-Joost-ten-Node, 16 juli 1983) was een Nederlands-Belgische dadaïstisch kunstenaar die schilderijen, grafiek, boekillustraties, actionpaintings, collages en assemblages maakte. 

## Situering
Wout Hoeboer noemde zichzelf een dadaïst, op latere leeftijd zelfs een "pamapadadaïst" , een dadaïstisch klankwoord zonder verder betekenis. In de geest van Francis Picabia kwamen zijn werken tot stand uit eigen intuïtie, zonder dat hij zich aan een bepaalde kunstrichting wilde binden. Hij haalde zijn inspiratie uit de artistieke schokgolven van het moment  en herwerkte die op zijn eigen ongebonden, maar toch altijd herkenbare manier. De abstracte kunst van Wassily Kandinsky had een grote invloed op hem, sommige van zijn werken leunen aan bij de stijl van Bauhaus . Zijn werken zijn terug te vinden op tentoonstellingen van onder andere Fantasmagie en van Cobra, waarvan hij bij de stichting betrokken was. Hij wordt ook genoemd als nucleaire kunstenaar. De werken uit de jaren 1970 leunden dan weer aan bij actionpainting.
Hoeboer was een grote fan van Kurt Schwitters. In zijn assemblages ging hij afval zoals krantenpapier, houten en metalen voorwerpen verwerken. In de stijl van het Italiaanse Arte Povera was elk voorwerp, elk materiaal dat hij tegenkwam bruikbaar voor zijn kunst.
Hij bepaalde zijn eigen grenzen van het medium: de kunstvormen collages, assemblages, schilderijen liepen soms door elkaar.
Hij was graficus van opleiding. Zijn ganse leven lang was hij beroepshalve actief als grafisch vormgever, reclameontwerper, illustrator, kleurenetser, offsettretoucheur, fotograveur en decorontwerper. Dit had duidelijk invloed op zijn artistiek werk.

## Biografie

### Opleiding
Wout Hoeboer groeide op in Rotterdam als zoon van een kleermaker, die tevens een klassiek amateurschilder was.
Hij studeerde in de periode 1924 tot 1928 toegepaste grafische kunsten en daarna beeldende kunst aan de Academie van Beeldende Kunsten en Technische Wetenschappen in Rotterdam.  Zijn avant-garde leraars Piet Zwart, bekend van "Bauhaus" en "De Stijl" en de "typografie" en in mindere mate Paul Schultema, bekend van de "Nieuwe zakelijkheid" hadden een grote invloed op hem.  Zijn eerste collages in houtreliëf werden in 1927 tentoongesteld.Vanaf 1929 maakte hij collages in inpakpapier en van dan af ook zijn befaamde collages van behangpapier van alle huizen waar hij ooit woonde.

### België, Duitsland, Den Haag
Hij had al tijdens zijn studentenperiode in België bezocht. In Antwerpen, Lier en Brussel was hij in contact was gekomen met enkele kunstenaars. Dat was hem zeer goed bevallen en in dit land zag hij zijn toekomst. Vanaf 1929 tot 1934 woonde hij door elkaar in België, Duitsland en in Den Haag, waar hij een klein atelier had. Tijdens zijn eerste reis naar Duitsland in 1929 verloofde hij zich in Walsrode met Adèle Riekenberg (1907-1975), die met hem terugkeerde naar Rotterdam, later naar Den Haag en  België. Hij probeerde zich in 1930 definitief in Antwerpen te vestigen, waar hij aan kost kwam met grafisch werk zoals tekeningen, bidprentjes en kleine reclame- ontwerpen, maar dat verliep niet zo vlot. Hij keerde terug naar Den Haag, maar hij verbleef ook enige tijd  in Duitsland in de kunstenaarskolonies Fisherhüde en in Worpswede bij het Duitse expressionistische kunstenaarsechtpaar Otto en Paula Modersohn-Becker. in Duitsland kreeg hij een opleiding kreeg als grafisch vormgever, met specialisatie in kleurtechnieken.

### Antwerpen
In 1934 besloot hij om zich definitief in België te vestigen. Met zijn grafische opleiding uit Duitsland vond hij vast werk in de grafische sector In Antwerpen.In 1935 kreeg hij van zijn toekomstige echtgenote het boek “ Punkt und Linie zu Fläche” van Wassily Kandinsky. Dit zal een blijvende invloed op hem hebben.

### Brussel
In 1936 vond hij werk als fotoclichémaker in een drukkerij in Brussel en verhuisde hij definitief naar de Belgische hoofdstad. Hij maakte er kennis met Victor Servranckx, bekend als kunstenaar van strakke en geometrische vormen, met wie hij altijd bevriend zou blijven. Dat jaar maakte Hoeboer zijn eerste abstracte werken die hij kon tentoonstellen in de Center Gallery in Den Haag.
Na zijn huwelijk in 1937 met Adèle Riekenberg ging hij eerst in Sint-Jans-Molenbeek wonen en daarna, tot 1956, in Dilbeek. Jean Brusselmans was er een buur. Hij inspireerde Hoeboer met zijn  synthetisch realisme  opgebouwd uit geordende vlakken en horizontalen.

### Tweede Wereldoorlog
In 1939 werd hij gemobiliseerd in het Nederlandse leger. Zijn dochter Ingrid Hoeboer werd in die periode geboren. Na de capitulatie in 1940 keerde hij terug naar Brussel, maar werd in 1942 gedeporteerd en verplicht tewerkgesteld in de fotografische sector in Bremen tot het einde van de oorlog. In 1945 keerde hij terug naar België, zwaar getekend door de oorlogsomstandigheden en de totale vernieling van Bremen waarvan hij getuige was geweest, waardoor zijn links engagement en zijn dadaïstische neigingen nog versterkt werden.

### Cobra

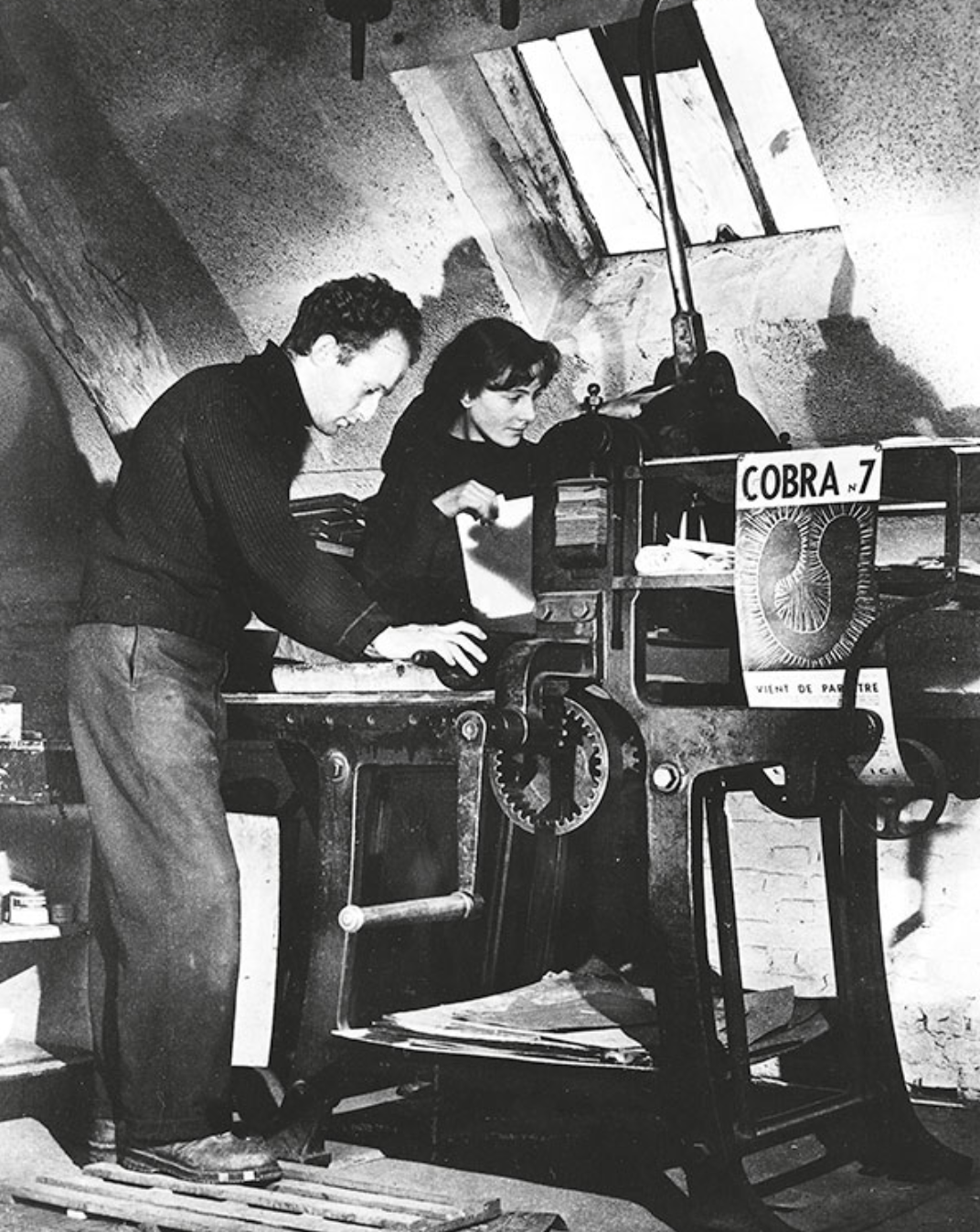
Mensen van Cobra aan het werk met drukpers

Na de oorlog ging hij terug in de grafische sector werken, maar in 1948 opende hij een eigen zaak met lithopersen, etspersen en  graveermachines en tevens verkoop van gravures en stempels in Schaarbeek, met de naam "arts graphiques" (EOS).
Hij had er verschillende kunstenaars als klant en zo ontmoette hij in 1948 Christian Dotremont, met wie hij bevriend werd en nauw zou samenwerken. Dotremont ijverde voor een samenwerking tussen het surrealisme en het communisme, wat uitmondde in de oprichting van de beweging "Surréalisme Révolutionnaire en Belgique", de voorloper van Cobra.
Hoeboer gidste Karel Appel, Corneille en Asger Jorn, de toekomstige leden van Cobra in het Brusselse artistieke caféleven, waar hij zelf al goed bekend was met de Brusselse surrealisten. In 1949 was hij betrokken bij de oprichting van de Cobragroep, hij maakte in 1952 het ontwerp voor de uitnodiging van de eerste tentoonstelling 'La Fin et les Moyens' in het Paleis voor Schone Kunsten in Brussel en stelde er zelf tentoon met "le temps en l'arrêt du tram".  Hoeboer nam deel aan enkele activiteiten van Cobra, maar hij voelde zich geen aanhanger van de beweging.  Nog in 1952 nam hij deel aan de tentoonstelling "Arte Nucleaire" in de galerij Apollo in Brussel, samen met Enrico Baj en Sergio Dangelo, met wie hij een collectief manifest "Contre le style" ondertekende en met wie hij later de groep "Phantomas", bezield door Théodore Koenig, zou oprichten. 

### Fantasmagie
In de jaren '50 werkte Hoeboer actief mee aan het tijdschrift Phantomas van Théodore Kœnig, Marcel Havrenne en Joseph Noiret, waar zijn werken werden getoond naast die van René Magritte, Kurt Schwitters en Hans Arp. Samen met Aubin Pasque werkte hij mee aan het tijdschrift Temps Mêlés van Jane Graverol. In 1957 nam hij deel aan de "anti-dada"-tentoonstelling, een dadaïstische organisatie met een ironisch bedoelde titel als antwoord op de kunstcritici die het dadaïsme als een stijlbeweging met begin- en einddatum omschreven. In dezelfde lijn ondertekende hij het manifest "Contre Le Style" van Enrico Baj.
Nog in 1957 verhuisde hij naar Laken, waar hij een eigen atelier had. Hij vertoefde nu tussen de grote internationale kunstenaars uit Noord-Italië, België en Frankrijk, vooral rond de netwerken van Arte Nucleare (de Italiaanse tegenhanger van Cobra) en het tijdschrift Phantomas. Hij nam deel aan verschillende tentoonstellingen, onder andere met Paul Joostens, die een zeer grote invloed op hem had op het vlak van assemblages en collages, en met Max Bucaille. Hij maakte in Parijs kennis met Edouard Jaguer en werkte mee aan een aantal surrealistische kunstfilms.
Door zijn contacten met Aubin Pasque trad hij toe tot de groep "Fantasmagie" en werkte hij begin jaren 1960 mee aan het gelijknamige tijdschrift "Fantasmagie", het  tijdschrift "De Tafelronde" en aan "Plus", het tijdschrift van Serge Vandercam.  In Brussel was hij een vaste gast van de artistieke kroeg "Het goudblommeke in papier" van Geert Van Bruaene.
In 1960 werd hij afdelingshoofd van de afdeling kleurenretouchage bij de drukkerij Asar in Anderlecht. Hij zou die functie tot zijn pensioen uitoefenen.
In 1962 nam hij deel aan de opgemerkte tentoonstelling "Cobra et Après" in het Brusselse Paleis voor Schone Kunsten.

### Italië
In de jaren 1960 was hij heel actief in de kunstwereld, hij werkte mee aan verschillende tentoonstellingen en had een goede samenwerking met Theodore Kœnig. Vanaf 1964 ging hij jaarlijks naar Italië waar hij in de ban raakte van de blauwe kleur.
In de volgende jaren bleef hij meewerken aan het tijdschrift Phantomas en illustreerde hij het boek Antinomie van Théodore Kœnig. Omgekeerd verzorgde Theodor Kœnig de catalogus voor de tentoonstelling van Wout Hoeboer in 1965 in Luik. Hij bezocht Corsica en maakte er een aantal werken. In 1968 gaf hij het opmerkelijke  kunstboek "Je vis, ça me suffit" uit met 20 werken en het volgende jaar maakte hij een groot monument "La Liberté" voor de tentoonstelling 'Le Miroir d'Encre'.
In 1971 kreeg hij zijn eerste tentoonstelling in Italïë, in de galerij "Il Punto" in Calice-Ligure. Hij  zal daar ook de volgende jaren actief zijn, evenals   in Venetië en Como. Hij was op het toppunt van zijn roem, de tentoonstellingen in België en Italië volgden elkaar in snel tempo op.
Na het overlijden van zijn echtgenote in 1976 verhuisde hij naar Sint-Joost-ten- Node, waar hij een van de ateliers Mommen (de Brusselse 'Bateau-Lavoir') kon huren. Hij leefde er in volledige dadaïstische anarchie. In 1977 maakte Kœnig een monografie over hem. Hij bleef actief in de kunstwereld in Brussel en Milaan met tentoonstellingen, retrospectieven en illustraties van boeken en tijdschriften.

### Overlijden
Op 16 juli 1983 overleed Hoeboer eenzaam in zijn atelier in Sint-Joost-ten-Node. Hij liet de laatste tijd niemand meer binnen, zelfs zijn dochter niet.
Datzelfde jaar nog organiseerde het Provinciaal Museum voor Moderne Kunst van Oostende een hommage voor hem, met onder andere de tientallen werken die hij in 1982 aan dat museum had geschonken.

## Musea
- Museum voor Abstracte Kunst (Magritte Museum), Jette  https://www.magrittemuseum.be/index.php/nl/museum-voor-abstracte-kunst/
- Gemeentelijk Museum van Elsene https://www.museumvanelsene.irisnet.be/museum/vaste-collectie-1/vaste-collectie
- IKOB Museum für Zeitgenössische Kunst Eupen https://www.ikob.be/sammlung/hoeboer-wout
- Koninklijke Musea voor Schone Kunsten van België  https://fine-arts-museum.be/nl/de-collectie/artist/hoeboer-wout-1
- Provinciaal Museum voor Moderne Kunst in Oostende https://vlaamsekunstcollectie.be/makers/wout-hoeboer
- Verbeke Foundation - Museum Collages-Assemblages https://verbekefoundation.com/collages-assemblages/
- Mac Lula https://www.maclula.com/la-collezione/
- Centre de la Gravure, La Louvière https://www.centredelagravure.be/?t=artwork&s=hoeboer
- Musée de la photographie, Charleroi  https://museephoto.lescollections.be/index.php/Detail/objects/144009
- Permekemuseum, Jabbeke https://www.permekemuseum.be/nl/wout-hoeboer-publicatie